# Chelonoidis niger phantasticus
Chelonoidis niger phantasticus – podgatunek żółwia słoniowego, gatunku żółwia z rodziny żółwi lądowych (Testudinidae). Występuje endemicznie na wyspie Fernandina w archipelagu Galapagos. Często uznawany był za osobny gatunek.
Podgatunek opisano na przykładzie pojedynczego samca odkrytego w 1906 r. przez wyprawę Rollo Becka z Kalifornijskiej Akademii Nauk. Od tego czasu nie widywano osobników tego podgatunku, jednak podczas badań z użyciem helikoptera w 1964 r. znaleziono żółwie odchody i ślady ugryzień na opuncjach w odległości 6 km od brzegu i na wysokości 360 m n.p.m., podczas zwiadu lotniczego w 2009 r. na zboczach wulkanu zgłoszono niepotwierdzony przypadek dostrzeżenia żółwia, a w 2013 r. rezultatem badań nad wegetacją roślin było odkrycie odchodów i tropów. W 2019 r. odkryto jedną samicę należącą do podgatunku phantasticus, a jej przynależność do tego podgatunku potwierdziły badania genetyczne. W kolejnych latach prowadzono ekspedycje poszukiwawcze celem znalezienia samca do rozrodu, ale choć znaleziono ślady bytowania żółwi, takie jak wydeptane przez nie ścieżki, stare odchody czy legowiska, to żadnych żywych okazów jak dotąd nie udało się odnaleźć.
Żółw lądowy, dostosowany do żerowania na wysokich roślinach, np. opuncjach. Skorupa siodłowanego kształtu. Dożywa ok. 60 lat. Głównym zagrożeniem jest niszczenie siedlisk przez erupcje wulkaniczne.
Podgatunek krytycznie zagrożony wyginięciem, chroniony na podstawie krajowych przepisów, poprzez objęcie siedliska terenem Parku Narodowego Galapagos oraz poprzez uwzględnienie w załączniku I do konwencji o międzynarodowym handlu dzikimi zwierzętami i roślinami gatunków zagrożonych wyginięciem.